# Une fantaisie du docteur Ox
 (mars 2023).
La mise en forme du texte ne suit pas les recommandations de Wikipédia : il faut le « wikifier ».
Les points d'amélioration suivants sont les cas les plus fréquents. Le détail des points à revoir est peut-être précisé sur la page de discussion.
- Les titres sont pré-formatés par le logiciel. Ils ne sont ni en capitales, ni en gras.
- Le texte ne doit pas être écrit en capitales (les noms de famille non plus), ni en gras, ni en italique, ni en « petit »…
- Le gras n'est utilisé que pour surligner le titre de l'article dans l'introduction, une seule fois.
- L'italique est rarement utilisé : mots en langue étrangère, titres d'œuvres, noms de bateaux, etc.
- Les citations ne sont pas en italique mais en corps de texte normal. Elles sont entourées par des guillemets français : « et ».
- Les listes à puces sont à éviter, des paragraphes rédigés étant largement préférés. Les tableaux sont à réserver à la présentation de données structurées (résultats, etc.).
- Les appels de note de bas de page (petits chiffres en exposant, introduits par l'outil «  Source ») sont à placer entre la fin de phrase et le point final[comme ça].
- Les liens internes (vers d'autres articles de Wikipédia) sont à choisir avec parcimonie. Créez des liens vers des articles approfondissant le sujet. Les termes génériques sans rapport avec le sujet sont à éviter, ainsi que les répétitions de liens vers un même terme.
- Les liens externes sont à placer uniquement dans une section « Liens externes », à la fin de l'article. Ces liens sont à choisir avec parcimonie suivant les règles définies. Si un lien sert de source à l'article, son insertion dans le texte est à faire par les notes de bas de page.
- La présentation des références doit suivre les conventions bibliographiques. Il est recommandé d'utiliser les modèles {{Ouvrage}}, {{Chapitre}}, {{Article}}, {{Lien web}} et/ou {{Bibliographie}}. Le mode d'édition visuel peut mettre en forme automatiquement les références.
- Insérer une infobox (cadre d'informations à droite) n'est pas obligatoire pour parachever la mise en page.

Pour une aide détaillée, merci de consulter Aide:Wikification.
Si vous pensez que ces points ont été résolus, vous pouvez retirer ce bandeau et améliorer la mise en forme d'un autre article.
Pour les articles homonymes, voir Ox.
Une fantaisie du docteur Ox est une nouvelle pleine d’humour de Jules Verne, datant de 1874. Elle a été éditée dans le recueil Le Docteur Ox ; les autres nouvelles de ce recueil étaient beaucoup plus anciennes, certaines remontaient au tout début de la carrière de Jules Verne.

## Résumé
L’histoire se passe dans les Flandres occidentales (la Belgique actuelle), dans une paisible ville (imaginaire) Quiquendone, de deux-mille-trois-cent-trois habitants, localisée à treize kilomètres et demi au nord-ouest d'Audenarde et à quinze kilomètres un quart dans le sud-est de Bruges. Depuis plusieurs siècles, les gens sont « sociables, d'humeur égale, hospitaliers, peut-être un peu lourds par le langage et l’esprit ». Le bourgmestre de la ville (van Tricasse) indique que « l’homme qui meurt sans s’être jamais décidé à rien pendant sa vie est bien près d’avoir atteint la perfection ».
Dans ce village paisible, un savant fou, le docteur Ox, et son fidèle assistant Ygène (dont les deux noms accolés donnent le mot oxygène) proposent un éclairage gratuit au gaz oxy-hydrique. Ce gaz a la particularité de rendre les gens temporairement agressifs. C'est pourquoi une expédition punitive va être menée contre le village de Virgamen pour se venger d’une insulte datant de sept siècles (une vache virgamenoise avait brouté quelques instants sur le pré communal de Quiquendone).

## Thèmes
- La folie douce d’un savant qui disperse de l’oxygène pur dans l’atmosphère afin d'observer ses effets sur les cobayes involontaires, les Quiquendonois.
- Vision d’une société embourgeoisée (surtout dans les relations entretenues entre le bourgmestre van Tricasse et le conseiller Niklausse).
- L’art lyrique (dans la représentation théâtrale des Huguenots de Meyerbeer).

## Historique
Une fantaisie du docteur Ox fut d'abord lue en janvier 1872 à l'Hôtel de Ville d'Amiens, puis paraît pour la première fois en mars 1872 dans le Musée des familles.

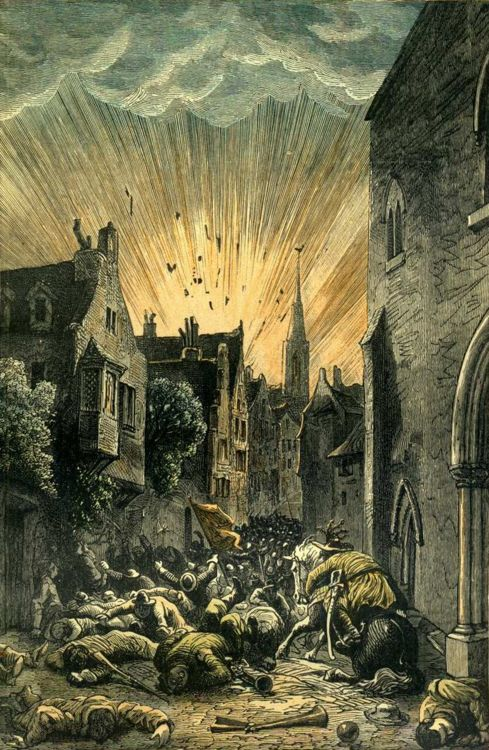
Illustration de l'explosion finale par Lorenz Frølich (1874).

Un an plus tard, l’auteur place sa nouvelle dans le Journal d'Amiens. S’il tient tant à cette rapide parution dans sa ville d’adoption, ce n’est pas par vanité, mais par moquerie dont, heureusement, il fut le seul à rire dans sa barbe. Car, Quiquendone, ville calme et policée, n’est-ce pas Amiens ?
La comparaison de la version originale et méconnue du Musée des familles avec le texte paru deux ans plus tard dans la Collection Hetzel fait découvrir d’importantes et significatives différences. Tout le piquant, l’ironie, la satire et l’érotisme de la nouvelle subira une mesquine censure.
Dans toutes les corrections qui dénaturent l’œuvre, faut-il voir la main d’Hetzel ou une critique autocensure de l’écrivain, ?
Comme, pratiquement, toutes les nouvelles parues du vivant de Jules Verne comportent deux versions, parfois très différentes, ce qui n’est pas le cas ici, les deux textes de ces nouvelles doivent être pris en compte dans le corpus vernien, au contraire des nouvelles et romans posthumes, où, là, Verne n’avait plus voix au chapitre.
Le personnage du docteur Ox réapparaîtra, d’une manière encore plus inquiétante, dans l’œuvre de Jules Verne, une dizaine d’années plus tard, puisqu’il est le principal protagoniste (en incarnation du Mal) de la pièce Voyage à travers l'Impossible, écrite en 1882.
Le manuscrit est vendu aux enchères en provenance de Christie's New York en 2017, pour la somme de 112 500 $. Il est conservé depuis dans une collection privée aux États-Unis. Il est composé de 27 folios rédigés recto-verso (310 x 200 mm) sur deux colonnes, écrits en 1871.

## Liste des personnages
- Le jardinier van Bistrom
- Collaert
- Mme Collaert
- Simon Collaert
- Docteur Dominique Custos
- Lento
- Josse Liefrinck
- Lotchè Janshéu
- Jean Mistrol
- Niklausse
- Frantz Niklausse
- Jean Orbideck
- Docteur Ox
- Michel Passauf
- Sylvestre Pulmacher
- Jérôme Resh
- Rupp
- André Schut
- Norbert Soutman
- Honoré Syntax
- Tatanémance
- Le bourgmestre van Tricasse
- Mme Brigitte van Tricasse
- Pélagie van Tricasse
- Suzel van Tricasse
- Gédéon Ygène

## Adaptation
- En 1877, Arnold Mortier, Philippe Gille – et Jules Verne de manière anonyme[7] – ont adapté cette nouvelle en un opéra bouffe en trois actes, musique de Jacques Offenbach, sous le titre Le Docteur Ox.
- En 1935-1936, un Dottor Oss par A. Bizzelli a été représenté à l'opéra de Rome[8].
- En 1950, André Franquin reprend le même thème dans l'album de Spirou et Fantasio, Il y a un sorcier à Champignac[réf. nécessaire] .
- En 1964, Pierre-Max Dubois a adapté cette nouvelle en un ballet sur un livret de José Bruyr[9].
- Mathieu Sapin a adapté cette nouvelle en bande dessinée.
- En 2017, une version audio de la nouvelle fut diffusée sur France Culture sous le titre Une expérience du Docteur Ox. L'adaptation est de Hervé Prudon et la réalisation de Myron Meerson[10].
- En 2020, théâtre : Une Fantaisie du Docteur Ox par Jean-Baptiste Manuel d'après Jules Verne, création le 6 mars au théâtre de l'Orme, Paris, avec T. Aznar, M. Thiébaut, R. Séguin, F. Delaunay, J.B. Manuel, mise en scène de Stéphane Deleau.

## Éditions
Éditions où se retrouve le texte original de Jules Verne :
- Bulletin de la Société Jules Verne 71, 3e trimestre 1984.
- Contes et nouvelles de Jules Verne. Éditions Ouest-France, 2000.
- Une fantaisie du docteur Ox, Folio, collection 2 euros no 5298, 2011.